# Millvale (Pennsylvanie)
Millvale est un borough situé dans le comté d'Allegheny, dans le Commonwealth de Pennsylvanie, aux États-Unis. Sa population s’élevait à 3 744 habitants lors du recensement de 2010, estimée à 3 648 habitants en 2017.

## Source
- (en) Cet article est partiellement ou en totalité issu de l’article de Wikipédia en anglais intitulé « Millvale, Pennsylvania » (voir la liste des auteurs).

1. ↑  « Population and Housing Unit Estimates » (consulté le 24 mars 2018)
2. ↑  « Population of Civil Divisions Less than Counties », sur 1880 United States Census, U.S. Census Bureau (consulté le 24 novembre 2013)
3. ↑  « Population-Pennsylvania », sur U.S. Census 1910, U.S. Census Bureau (consulté le 22 novembre 2013)
4. ↑  « Number and Distribution of Inhabitants:Pennsylvania-Tennessee », sur Fifteenth Census, U.S. Census Bureau
5. ↑  « Number of Inhabitants: Pennsylvania », sur 18th Census of the United States, U.S. Census Bureau (consulté le 22 novembre 2013)
6. ↑  « Pennsylvania: Population and Housing Unit Counts », U.S. Census Bureau (consulté le 22 novembre 2013)
7. ↑  « American FactFinder », Bureau du recensement des États-Unis (consulté le 31 janvier 2008)
8. ↑  « Annual Estimates of the Resident Population » [archive du 20 novembre 2013], U.S. Census Bureau (consulté le 22 novembre 2013)